# Oberleitungsbus Pforzheim
| Streckenlänge: | 10,2 km    |                                        |                                        |
| Stromsystem: | 600 Volt = |                                        |                                        |
| |            |                                        |                                        |
| \| \| 3,4 \| Wilferdinger Höhe \| Wilferdinger Höhe \| \| \| \| Krankenhaus Siloah \| \| \| \| \| Zum Geigersgrund \| \| \| \| \| Hachelturm \| \| \| \| \| Hauptfriedhof \| \| \| \| \| Ispringer Staffel \| \| \| \| \| Philippstraße \| \| \| \| 2,7 \| Wartberg \| Wartberg \| \| \| \| Friedrich-Ebert-Straße \| \| \| \| \| \| \| \| \| 1,3 \| Zähringerallee \| Zähringerallee \| \| \| \| Pfälzerstraße \| \| \| \| \| Christophallee \| \| \| \| \| Bahnstrecke Karlsruhe–Mühlacker \| \| \| \| \| Hauptbahnhof \| \| \| \| \| Bahnhofstraße \| \| \| \| 0,0 \| Leopoldplatz \| Leopoldplatz \| \| \| \| Wagenhalle \| \| \| \| \| Enz \| \| \| \| \| Sedanplatz \| \| \| \| \| Jahnstraße/Bleichstraße \| \| \| \| \| Rodstraße \| \| \| \| \| Kallhardtstraße \| \| \| \| \| Nagold \| \| \| \| 1,9 \| Kupferhammer \| Kupferhammer \| \| \| \| \| \| \| \| \| Würm \| \| \| \| \| Dillweißenstein Riedstraße \| \| \| \| \| Dillweißenstein Seegerstraße \| \| \| \| \| Dillweißenstein Ludwigsplatz \| \| \| \| \| Dillweißenstein Hirsauer Straße \| \| \| \| \| Dillweißenstein Äußere Hirsauer Straße \| \| \| \| \| Dillweißenstein Nagoldbad \| \| \| \| \| Dillweißenstein Steinbergsgutstraße \| \| \| \| 5,4 \| Dillweißenstein Eiserne Brücke \| Dillweißenstein Eiserne Brücke \| |            |                                        |                                        |
| U-Bahn-Kopfbahnhof Streckenanfang (Strecke außer Betrieb) | 3,4        | Wilferdinger Höhe                      | Wilferdinger Höhe                      |
| U-Bahn-Haltepunkt / Haltestelle (Strecke außer Betrieb) |            | Krankenhaus Siloah                     | Krankenhaus Siloah                     |
| U-Bahn-Haltepunkt / Haltestelle (Strecke außer Betrieb) |            | Zum Geigersgrund                       | Zum Geigersgrund                       |
| U-Bahn-Haltepunkt / Haltestelle (Strecke außer Betrieb) |            | Hachelturm                             | Hachelturm                             |
| U-Bahn-Haltepunkt / Haltestelle (Strecke außer Betrieb) |            | Hauptfriedhof                          | Hauptfriedhof                          |
| U-Bahn-Haltepunkt / Haltestelle (Strecke außer Betrieb) |            | Ispringer Staffel                      | Ispringer Staffel                      |
| U-Bahn-Haltepunkt / Haltestelle (Strecke außer Betrieb) |            | Philippstraße                          | Philippstraße                          |
| U-Bahn-Strecke (außer Betrieb) · U-Bahn-Kopfbahnhof Streckenanfang (Strecke außer Betrieb) | 2,7        | Wartberg                               | Wartberg                               |
| U-Bahn-Strecke (außer Betrieb) · U-Bahn-Haltepunkt / Haltestelle (Strecke außer Betrieb) |            | Friedrich-Ebert-Straße                 | Friedrich-Ebert-Straße                 |
| U-Bahn-Strecke nach links (außer Betrieb) · U-Bahn-Abzweig geradeaus und von rechts (Strecke außer Betrieb) |            |                                        |                                        |
| U-Bahn-Bahnhof (Strecke außer Betrieb) | 1,3        | Zähringerallee                         | Zähringerallee                         |
| U-Bahn-Haltepunkt / Haltestelle (Strecke außer Betrieb) |            | Pfälzerstraße                          | Pfälzerstraße                          |
| U-Bahn-Haltepunkt / Haltestelle (Strecke außer Betrieb) |            | Christophallee                         | Christophallee                         |
| U-Bahn-Kreuzung mit Eisenbahn geradeaus oben (Strecke geradeaus außer Betrieb) |            | Bahnstrecke Karlsruhe–Mühlacker        | Bahnstrecke Karlsruhe–Mühlacker        |
| U-Bahn-Haltepunkt / Haltestelle (Strecke außer Betrieb) |            | Hauptbahnhof                           | Hauptbahnhof                           |
| U-Bahn-Haltepunkt / Haltestelle (Strecke außer Betrieb) |            | Bahnhofstraße                          | Bahnhofstraße                          |
| U-Bahn-Bahnhof (Strecke außer Betrieb) | 0,0        | Leopoldplatz                           | Leopoldplatz                           |
| U-Bahn-Betriebs-/Güterbahnhof Streckenanfang und quer (Strecke außer Betrieb) · U-Bahn-Abzweig geradeaus und nach rechts (Strecke außer Betrieb) |            | Wagenhalle                             | Wagenhalle                             |
| U-Bahn-Brücke über Wasserlauf (Strecke außer Betrieb) |            | Enz                                    | Enz                                    |
| U-Bahn-Haltepunkt / Haltestelle (Strecke außer Betrieb) |            | Sedanplatz                             | Sedanplatz                             |
| U-Bahn-Haltepunkt / Haltestelle (Strecke außer Betrieb) |            | Jahnstraße/Bleichstraße                | Jahnstraße/Bleichstraße                |
| U-Bahn-Haltepunkt / Haltestelle (Strecke außer Betrieb) |            | Rodstraße                              | Rodstraße                              |
| U-Bahn-Haltepunkt / Haltestelle (Strecke außer Betrieb) |            | Kallhardtstraße                        | Kallhardtstraße                        |
| U-Bahn-Brücke über Wasserlauf (Strecke außer Betrieb) |            | Nagold                                 | Nagold                                 |
| U-Bahn-Bahnhof (Strecke außer Betrieb) | 1,9        | Kupferhammer                           | Kupferhammer                           |
| |            |                                        |                                        |
| U-Bahn-Brücke über Wasserlauf (Strecke außer Betrieb) |            | Würm                                   | Würm                                   |
| U-Bahn-Haltepunkt / Haltestelle (Strecke außer Betrieb) |            | Dillweißenstein Riedstraße             | Dillweißenstein Riedstraße             |
| U-Bahn-Haltepunkt / Haltestelle (Strecke außer Betrieb) |            | Dillweißenstein Seegerstraße           | Dillweißenstein Seegerstraße           |
| U-Bahn-Haltepunkt / Haltestelle (Strecke außer Betrieb) |            | Dillweißenstein Ludwigsplatz           | Dillweißenstein Ludwigsplatz           |
| U-Bahn-Haltepunkt / Haltestelle (Strecke außer Betrieb) |            | Dillweißenstein Hirsauer Straße        | Dillweißenstein Hirsauer Straße        |
| U-Bahn-Haltepunkt / Haltestelle (Strecke außer Betrieb) |            | Dillweißenstein Äußere Hirsauer Straße | Dillweißenstein Äußere Hirsauer Straße |
| U-Bahn-Haltepunkt / Haltestelle (Strecke außer Betrieb) |            | Dillweißenstein Nagoldbad              | Dillweißenstein Nagoldbad              |
| U-Bahn-Haltepunkt / Haltestelle (Strecke außer Betrieb) |            | Dillweißenstein Steinbergsgutstraße    | Dillweißenstein Steinbergsgutstraße    |
| U-Bahn-Kopfbahnhof Streckenende (Strecke außer Betrieb) | 5,4        | Dillweißenstein Eiserne Brücke         | Dillweißenstein Eiserne Brücke         |

Der Oberleitungsbus Pforzheim war der Oberleitungsbus-Betrieb der Stadt Pforzheim. Er bestand von 1951 bis 1969 und löste teilweise die 1964 stillgelegte Straßenbahn Pforzheim ab beziehungsweise ergänzte den 1949 eingeführten städtischen Omnibusverkehr. Zuständiges Verkehrsunternehmen waren in beiden Fällen die Stadtwerke Pforzheim (SWP), die zudem auch noch die 1968 stillgelegte Pforzheimer Kleinbahn nach Ittersbach betrieben. Für den Omnibusverkehr bis 2016 war dann die Gesellschaft Stadtverkehr Pforzheim (SVP) verantwortlich, seit 2017 wird er von SüdwestBus durchgeführt. 

## Geschichte
Am 29. September 1951 wurden mit Übergabe der neuen Nordstadtbrücke, die über die Bahnstrecke Karlsruhe–Mühlacker hinweg führte, zwei Oberleitungsbus-Linien in Betrieb genommen. Beide ersetzten provisorische Omnibuslinien, die 1949 eingerichtet wurden und keine Liniennummer trugen. Vom zentralen Leopoldplatz ausgehend führte die 2,7 Kilometer lange Linie 4 am Hauptbahnhof vorbei ins Wartberg-Viertel in der Nordstadt. Die 3,4 Kilometer lange Linie 5 nahm bis zur Haltestelle Zähringerallee den gleichen Weg, wandte sich dann aber nach Westen zum Hauptfriedhof. Dort endete bis 1945 die Straßenbahn, während der Oberleitungsbus bis zur Wilferdinger Höhe weiterfuhr. Das anfängliche Netz aus den beiden Radiallinien war 4,8 Kilometer lang. 1952 musste nachträglich die Hachelallee im Zuge der Strecke zur Wilferdinger Höhe verbreitert und eine Wendeschleife eingerichtet werden, um auch dort einen reibungslosen Obusverkehr zu ermöglichen.
Am 27. Mai 1952 genehmigte der Pforzheimer Gemeinderat schließlich die Umstellung der Straßenbahnlinie 3 in den Süden der Stadt, die dem Lauf der Nagold folgend bis nach Dillweißenstein führte, auf Oberleitungsbusbetrieb. Die Straßenbahn dorthin wurde am 14. August 1953 eingestellt, der Obusverkehr am 12. September 1953 aufgenommen. Endstation war fortan bei der Eisernen Brücke – die 1982 durch die heutige Weißensteiner Brücke ersetzt wurde – während die Straßenbahn nur bis zur Papierfabrik fuhr, das heißt eine Haltestelle vorher endete.
Die bisherige Linie 4, die man zur Durchmesserlinie nach Dillweißenstein erweiterte, übernahm von der Straßenbahn die Liniennummer 3. Ergänzt wurde sie von der bisherigen Linie 5, nunmehr Linie 2 genannt, die im Süden fortan bis zur Zwischenwendeschleife am Kupferhammer fuhr. Beide Linien verkehrten durch die Südstadt und benutzten bis zur Kallhardtbrücke über die Nagold die Bleichstraße, während die Straßenbahnlinie 3 vorher über den Marktplatz und die Calwer Straße gefahren war.
Die Linie 2 war nun 5,3 Kilometer lang, die Linie 3 mass 8,1 Kilometer. Das gesamte Netz umfasste in seiner größten Ausdehnung 10,2 Kilometer, zuzüglich der Zufahrt vom Leopoldplatz zur gemeinsam mit Straßenbahn und Kleinbahn genutzten Wagenhalle. Obwohl am 13. März 1962 noch die Umstellung der Straßenbahnlinie 1 vom Gaswerk nach Brötzingen beschlossen wurde, kam diese Erweiterung nicht mehr zu Stande und wurde am 29. November 1966 revidiert. Auch eine damals geplante Neubaustrecke zum Industriegebiet auf der Wilferdinger Höhe – sie wäre 1,5 Kilometer lang gewesen – wurde nicht realisiert.
Am 10. Juli 1968 zerstörte der Tornado über Pforzheim die Oberleitung zwischen der Bleichstraße und Dillweißenstein. Im Sommer 1969 wurden die Oberleitungsbusse sukzessive durch neu beschaffte Dieselbusse ersetzt, der letzte Oberleitungsbus in Pforzheim verkehrte schließlich am 1. Oktober 1969.

## Fahrzeuge
Zur Eröffnung standen zunächst nur fünf Solowagen von Henschel zur Verfügung, sie trugen die Betriebsnummern 1 bis 5.
Anschließend gelangten 15 Wagen der so genannten Bauart Ulm nach Pforzheim. Diese verfügten über ein Henschel-Fahrgestell des Typs II-6500, einen Aufbau der Kässbohrer Fahrzeugwerke aus Ulm und einer elektrischen Ausrüstung der AEG. Hiervon wurden 1952 die Wagen 6 bis 8 geliefert, 1953 folgten die Wagen 9 bis 16 und schließlich 1954 die Wagen 17 bis 20, die durch eine markante Dachrandverglasung auffielen. Infolge einer Umnummerierung erhielten die 20 Oberleitungsbusse die neuen Nummern 201 bis 220 zugeteilt.
1960 beschaffte man ferner zwei gebrauchte Gelenkoberleitungsbusse von den Stadtwerken Neuss, die ihren Obusbetrieb im Jahr zuvor eingestellt hatten. Sie trugen dort die Nummern 106 und 107 und wurden 1954 gebaut, in Pforzheim waren sie anfangs unter den Nummern 21 und 22 beziehungsweise später unter den Nummern 251 und 252 in den Bestand eingereiht. Diese von Henschel, Kässbohrer und Kiepe hergestellten Vierachser mit zweiachsigem Nachläufer waren seinerzeit die ersten Gelenkoberleitungsbusse Deutschlands.
Eine Pforzheimer Besonderheit war der Eigenbau-Oberleitungsbus 221. Er entstand 1965 auf Basis einer fabrikneuen Büssing Präfekt-Dieselbuskarosserie, die von den Stadtwerken Pforzheim mit einer elektrischen Ausrüstung komplettiert wurde.
Von den zusammen 23 Pforzheimer Oberleitungsbussen blieb kein Exemplar erhalten. Als letztes wurde Wagen 219 im Jahr 2008 in Eberswalde verschrottet.